# 阿伯丁机场
阿伯丁机场（英語：Aberdeen Airport）是苏格兰的第三大机场。从航班数量来说，它是英国的十大机场之一。机场位于阿伯丁西北方的岱斯（Dyce），距离阿伯丁市区大约6英里（9公里）。
阿伯丁机场归BAA所有，它也是为英国石油工业服务的主要直升飞机场。机场只有一个主要航站楼，为定期和假期包机航班服务。此外还有三个航站楼专门为北海直升飞机运作服务。机场于1934年开放，最初的目的是作为连接苏格兰北部群岛和伦敦的纽带。在第二次世界大战时，这里成为英国皇家空军基地。在整个不列颠之战中，虽然皇家空军战斗机停靠于此，降低了纳粹德国对英国发动空袭的威胁，机场主要还是作为照相侦察基地。1975年阿伯丁机场转给英国机场管理局控制。 
随着北海石油的发现及阿伯丁成为欧洲石油中心，阿伯丁机场成为世界最大的商业直升机场，直升机几乎占到机场起降飞机的一半。
2005年3月以前，考虑到噪音对附近居民的影响，飞机不允许在晚间10点到早晨6点这一段时间起降机场。目前机场由3:30開放至當天最後一班航班。

## 航空公司及航點

### 定期航班
| 航空公司       | 目的地                                                                        |
| -------------- | ----------------------------------------------------------------------------- |
| 愛爾蘭區域航空 | 都柏林                                                                        |
| 波罗的海航空   | 季節性:里加                                                                   |
| 法國航空       | 巴黎-戴高樂                                                                   |
| BH航空         | 季節性: 布爾加斯                                                              |
| 英國航空       | 倫敦-希斯路                                                                   |
| 丹麥航空       | 埃斯比约、斯塔万格                                                            |
| 易捷航空       | 倫敦-盧頓 季節性: 日内瓦                                                      |
| 洛根航空       | 布里斯托、柯克沃爾、薩姆堡、諾域治、紐卡斯爾、伦敦-绍森德                     |
| 湯姆森航空     | 特內里費島 季節性: 克基拉島、達拉曼、法魯、大加那利、伊維薩島、馬略卡島帕爾馬 |
| 荷蘭皇家航空   | 阿姆斯特丹                                                                    |
| 北欧航空       | 哥本哈根、奧斯陸-加勒穆恩、斯塔萬格                                           |
| 威德羅航空     | 卑爾根、斯塔萬格                                                              |
| 維兹航空       | 格但斯克                                                                      |
| 瑞安航空       | 阿利坎特 季節性:法魯、马拉加                                                  |